# Fayette (Iowa)
Fayette é uma cidade localizada no estado americano de Iowa, no Condado de Fayette.

## Demografia
Segundo o censo americano de 2000, a sua população era de 1300 habitantes.
Em 2006, foi estimada uma população de 1298, um decréscimo de 2 (-0.2%).

## Geografia
De acordo com o United States Census Bureau tem uma área de
3,9 km², dos quais 3,9 km² cobertos por terra e 0,0 km² cobertos por água. Fayette localiza-se a aproximadamente 307 m acima do nível do mar.

## Educação
A cidade é casa da Upper Iowa University, uma pequena instituição privada de ensino superior.

## Localidades na vizinhança
O diagrama seguinte representa as localidades num raio de 16 km ao redor de Fayette.